# 1311

## Родени
- 24 юни – Филипа д'Авен,